# Agrilus baroni
Agrilus baroni (лат.) — вид узкотелых жуков-златок.

## Распространение
Вьетнам, Китай.

## Описание
Длина тела взрослых насекомых (имаго) 15,7—18,0 мм. Отличаются гладкой спинной поверхностью, пронотумом без срединного вдавления; трубковидными предплечьями (прехумерами); крупным и плоским скутеллюмом без поперечного киля. Тело узкое, основная окраска со спинной стороны тёмная с отблеском. Переднегрудь с воротничком. Боковой край переднеспинки цельный, гладкий. Глаза крупные, почти соприкасаются с переднеспинкой. Личинки предположительно развиваются на различных лиственных деревьях. Валидный статус был подтверждён в ходе ревизии, проведённой в 2011 году канадскими колеоптерологами Эдвардом Йендеком (Eduard Jendek) и Василием Гребенниковым (Оттава, Канада).